# 비드쿤 크비슬링
비드쿤 아브라함 레우리츠 욘쇤 크비슬링(노르웨이어: Vidkun Abraham Lauritz Jonssøn Quisling [ˈvidkʉn ˈkvisliŋ][*], 1887년 7월 18일 ~ 1945년 10월 24일)은 노르웨이의 정치가이자 군인이다. 텔레마르크주 출생이며 1942년 2월부터 제2차 세계 대전이 끝날 때까지 노르웨이 정부가 런던에 망명해 있는 동안 독일 점령하의 노르웨이에서 총리직을 지냈다. 종전 후 반역죄로 총살되었다.

## 생애
크비슬링은 노르웨이의 군사사관학교 생도 중 가장 좋은 성적으로 졸업한 후 노르웨이군에서 소령까지 진급했다. 소련에서 1920년대 기근 당시 그곳에서 난민 구제 사업을 하던 탐험가 프리티오프 난센(Fridtjof Nansen)과 함께 일하기도 했다. 1931년부터 1933년까지는 농민당 정부에서 국방부 장관을 역임했다.
노르웨이의 헌법 기념일인 1933년 5월 17일 크비슬링은 지방 검사 요한 베른하르드 요르트와 함께 국민연합(Nasjonal Samling)을 창당했다. 아돌프 히틀러의 나치 정당을 본따서 반(半)민주주의 노선을 취한 지도자 중심의 정당이었다. 크비슬링이 당에서 히틀러가 나치당에서 맡은 역할을 한다는 계획이었다. 국민연합은 처음에는 어느 정도 지지를 받았으나 1935년을 전후하여 노골적인 친독 반유대 노선을 취하기 시작하자 지지는 줄어들어 독일의 침공 당시 당원수는 2000명 정도에 불과했다.
독일이 1940년 4월 9일 노르웨이를 침공하자 왕과 정부가 북쪽으로 피난간 혼란을 틈타 크비슬링은 세계 최초로 라디오 뉴스 시간에 쿠데타를 선언한 이가 되었다. 크비슬링은 히틀러와 전해에 면담한 바 있어 독일이 자신을 지지할 것으로 기대했다. 그러나 독일은 노르웨이를 직접 지배하기를 원하여 크비슬링이 수립한 정부는 닷새 만에 해체되고 요제프 테르보펜(Josef Terboven)을 노르웨이의 국가판무관(Reichskommissar)으로 앉혔다. 테르보펜과 크비슬링의 사이는 좋지 않았지만 테르보펜은 높은 자리에 노르웨이인을 앉히는 것이 현명하다고 여겼는지 1942년 크비슬링을 정부수반(총리에 해당)으로 임명, 1943년 2월 1일부터 직책을 맡게 했다. 그러나 크비슬링의 괴뢰정부는 허울 상의 정부에 불과했고, 여전히 실권은 테르보펜에게 있었다.
크비슬링은 노르웨이의 퓌러(Führer; 히틀러의 칭호)로 불렸다. 그는 오슬로의 뷔그되위(Bygdøy)에 있는 별장(Villa Grande)에서 살았는데, 당시 이를 북유럽 신화에서 딴 기믈레(Gimle)라는 이름으로 불렀다.
크비슬링은 노르웨이가 독일 점령 하에서 벗어난 뒤 다른 두 명의 국민연합 지도자들과 함께 사형 판결을 받고 총살되었다. 망명 정부는 나치 독일의 점령기간 동안의 나치 협력자들에 대한 종전 후 재판을 대비해 사형 제도를 부활시켰었다. 이 때문에 후에 논란이 되기도 했다.

## 사후
제2차 세계 대전 이후 유럽의 여러 나라에서는 '크비슬링'이 반역자의 뜻으로 쓰이기 시작했다. 이 신조어는 이미 크비슬링 생전에도 사용되었다. 일례로 당시 "베를린을 방문한 비드쿤 크비슬링"이라는 제목의 풍자 만화 내용은 다음과 같다.
크비슬링: 저는 크비슬링입니다.
히틀러: 그리고 이름은?

크비슬링은 자신의 이름을 말했는데 히틀러는 '저는 반역자입니다.'라는 뜻으로 이해했다는 풍자이다.

## 같이 보기
- 베저 작전
- 노르웨이의 저항운동